# Адервјел Пушерг
Адервјел Пушерг (фр. Adervielle-Pouchergues) насеље је и општина у јужној Француској у региону Миди Пирене, у департману Горњи Пиринеји која припада префектури Бањер де Бигор.
По подацима из 2011. године у општини је живело 110 становника, а густина насељености је износила 12,04 становника/km². Општина се простире на површини од 9,14 km². Налази се на средњој надморској висини од 948 метара (максималној 2.326 m, а минималној 921 m).

## Демографија
| 1962. | 1968. | 1975. | 1982. | 1990. | 1999. | 2011. |
| ----- | ----- | ----- | ----- | ----- | ----- | ----- |
| 74    | 88    | 93    | 71    | 87    | 80    | 110   |

График промене броја становника у току последњих година